# Farès Ziam
Farès Ziam, né le 21 mars 1997 à Vénissieux (France), est un pratiquant français d'arts martiaux mixtes (MMA). Il combat actuellement dans la catégorie des poids légers de l'Ultimate Fighting Championship (UFC).

## Jeunesse et débuts en jiu-jitsu brésilien
Farès Ziam naît le 21 mars 1997 à Vénissieux dans une famille franco-algérienne. Jeune, il est alors fan d'arts martiaux mixtes et plus particulièrement de jiu-jitsu brésilien. C'est une affaire de famille, tout le monde est impliqué dans les sports de combat. Son père, Taïeb, qui est un ancien boxeur professionnel qui a raccroché les gants dans les années 2000, y est bien sûr pour quelque chose. Son beau-père pratique le jiu-jitsu brésilien et ses deux frères le muay-thaï.
À l'âge de 12 ans, Farès Ziam commence à pratiquer des sports de combat avec full contact. À 13 ans, il commence à faire du jiu-jitsu brésilien, du kick-boxing et du MMA une à deux fois par semaine. À partir de 14 ans, il fait du judo, du jiu-jitsu brésilien et du kick-boxing pendant 3 ans, puis il rejoint l'équipe d'Ezbiri à Villeurbanne pour faire du MMA de manière professionnelle,.

## Carrière dans les arts martiaux mixtes

### Débuts (2014-2019)
Le 22 novembre 2014, Farès Ziam affronte le Français Mathias Guerra à Lyon, en France, et remporte le combat par soumission lors de la première reprise. Le 28 novembre 2015, il affronte l'Allemand Dominic Yeo à Dornbirn, en Autriche, et remporte le combat par KO technique lors de la deuxième reprise. Le 4 février 2016, il affronte le Français Jean Dutriaux à Paris, en France, et remporte le combat par soumission lors de la première reprise.
Le 5 mars 2016, il affronte le Français Laïd Zerhouni à Nîmes, en France, et remporte le combat par soumission lors de la troisième reprise. Le 24 septembre 2016, il affronte le Russe Viskhan Magomadov à Olsztyn, en Pologne, et perd le combat par soumission. Le 19 novembre 2016, il affronte le Français Damien Lapilus à Lyon, en France, et remporte le combat par KO lors de la première reprise. Le 15 décembre 2016, il affronte le Chinois Haotian Wu à Pékin, en Chine, et perd le combat par soumission lors de la première reprise.
Le 29 avril 2017, il affronte l'Ukrainien Artem Tanshyn à Kiev, en Ukraine, et remporte le combat par KO technique lors de la première reprise. Le 27 septembre 2017, il affronte l'Ukrainien Alexey Valivakhin à Kiev, en Ukraine, et remporte le combat par KO technique lors de la première reprise. Le 10 mars 2018, il affronte l'Espagnol Abner Lloveras à Zurich, en Suisse, et remporte le combat par KO lors de la deuxième reprise. Le 13 octobre 2018, il affronte le Brésilien Julio Matos à Mons, en Belgique, et remporte le combat par décision unanime. Le 2 février 2019, il affronte le Français Yassine Belhadj à La Louvière, en Belgique, et remporte le combat par soumission lors de la troisième reprise.

### Ultimate Fighting Championship (depuis 2019)
Le 7 septembre 2019, il affronte le Sud-Africain Don Madge à Abou Dabi, aux Émirats arabes unis, et perd le combat par décision unanime (30-27, 30-27, 29-28),,. Le 18 octobre 2020, il affronte l'Australien Jamie Mullarkey à Abou Dabi, aux Émirats arabes unis, et remporte le combat par décision unanime (29-28, 29-28, 29-28),,. Le 12 juin 2021, il affronte le Brésilien Luigi Vendramini à Glendale, dans l'Arizona, et remporte le combat par décision majoritaire (29-28, 29-28, 28-28),. Le 26 février 2022, il affronte l'Américain Terrance McKinney à Las Vegas, dans le Nevada, et perd le combat par soumission lors de la première reprise. Le 3 septembre 2022, il affronte le Polonais Michal Figlak à Paris, en France, à l'occasion de l'UFC Fight Night: Gane vs. Tuivasa et remporte ce combat par décision unanime (30-27, 30-27, 29-28),,.
Le 22 juillet 2023, il affronte l'Anglais Jai Herbert à Londres, en Angleterre, et remporte le combat par décision unanime (29-28, 29-28, 30-27),,. Le 24 février 2024, il affronte le Péruvien Claudio Puelles à Mexico, au Mexique, et remporte le combat par décision partagée (28-29, 30-27, 29-28),,. Le 28 septembre 2024, il affronte l'Américain Matt Frevola à Paris, en France, et remporte le combat par KO lors de la troisième reprise,,. Sa prestation est désignée Performance de la soirée,. Le 1er février 2025, il affronte l'Américain Mike Davis à Riyad, en Arabie saoudite, et remporte le combat par décision unanime (30-27, 30-27, 30-27).

## Palmarès en arts martiaux mixtes

### Distinctions
- Ultimate Fighting Championship
  - Performance de la soirée (× 1) : face à Matt Frevola[35],[36].

| 21 combats     | 17 victoires | 4 défaites |
| Par KO         | 6            | 0          |
| Par soumission | 4            | 3          |
| Sur décision   | 7            | 1          |

### Historique des combats
| Résultat | Record | Adversaire        | Méthode                              | Événement                                     | Date              | Round | Temps | Lieu                           | Notes                     |
| -------- | ------ | ----------------- | ------------------------------------ | --------------------------------------------- | ----------------- | ----- | ----- | ------------------------------ | ------------------------- |
| Victoire | 17-4   | Mike Davis        | Décision unanime                     | UFC Fight Night: Adesanya vs. Imavov          | 1er février 2025  | 3     | 5:00  | Riyad, Arabie Saoudite         |                           |
| Victoire | 16-4   | Matt Frevola      | KO (coup de genou et coups de poing) | UFC Fight Night: Moicano vs. Saint Denis      | 28 septembre 2024 | 3     | 2:59  | Paris, France                  | Performance de la soirée. |
| Victoire | 15-4   | Claudio Puelles   | Décision partagée                    | UFC Fight Night: Moreno vs. Royval 2          | 24 février 2024   | 3     | 5:00  | Mexico, Mexique                |                           |
| Victoire | 14-4   | Jai Herbert       | Décision unanime                     | UFC Fight Night: Aspinall vs. Tybura          | 22 juillet 2023   | 3     | 5:00  | Londres, Angleterre            |                           |
| Victoire | 13-4   | Michal Figlak     | Décision unanime                     | UFC Fight Night: Gane vs. Tuivasa             | 3 septembre 2022  | 3     | 5:00  | Paris, France                  |                           |
| Défaite  | 12-4   | Terrance McKinney | Soumission (étranglement arrière)    | UFC Fight Night: Makhachev vs. Green          | 26 février 2022   | 1     | 2:11  | Las Vegas, Nevada              |                           |
| Victoire | 12-3   | Luigi Vendramini  | Décision majoritaire                 | UFC 263                                       | 12 juin 2021      | 3     | 5:00  | Glendale, Arizona              |                           |
| Victoire | 11-3   | Jamie Mullarkey   | Décision unanime                     | UFC Fight Night: Ortega vs. The Korean Zombie | 18 octobre 2020   | 3     | 5:00  | Abou Dabi, Émirats arabes unis |                           |
| Défaite  | 10-3   | Don Madge         | Décision unanime                     | UFC 242                                       | 7 septembre 2019  | 3     | 5:00  | Abou Dabi, Émirats arabes unis |                           |
| Victoire | 10-2   | Yassine Belhadj   | Soumission                           | European Beatdown 5                           | 2 février 2019    | 3     | 1:05  | La Louvière, Belgique          |                           |
| Victoire | 9-2    | Julio Matos       | Décision unanime                     | European Beatdown 4                           | 13 octobre 2018   | 3     | 5:00  | Mons, Belgique                 |                           |
| Victoire | 8-2    | Abner Lloveras    | KO (coup de poing)                   | HIT Fighting Championship 5                   | 10 mars 2018      | 2     | 0:24  | Zurich, Suisse                 |                           |
| Victoire | 7-2    | Alexey Valivakhin | TKO (coups de poing et de coude)     | WWFC 8                                        | 27 septembre 2017 | 1     | 3:01  | Kiev, Ukraine                  |                           |
| Victoire | 6-2    | Artem Tanshyn     | TKO (coups de coude)                 | Road To WWFC 4                                | 29 avril 2017     | 1     | 3:18  | Kiev, Ukraine                  |                           |
| Défaite  | 5-2    | Haotian Wu        | Soumission                           | Kunlun Fight MMA 7                            | 15 décembre 2016  | 1     | 3:41  | Pékin, Chine                   |                           |
| Victoire | 5-1    | Damien Lapilus    | KO (coup de pied à la tête)          | Lyon Fighting Championship 7                  | 19 novembre 2016  | 1     | NC    | Lyon, France                   | Début en poids légers.    |
| Défaite  | 4-1    | Viskhan Magomadov | Soumission                           | ACB 46                                        | 24 septembre 2016 | 1     | 3:58  | Olsztyn, Pologne               |                           |
| Victoire | 4-0    | Laïd Zerhouni     | Soumission                           | Gladiator Fighting Arena 3                    | 5 mars 2016       | 3     | 2:32  | Nîmes, France                  |                           |
| Victoire | 3-0    | Jean Dutriaux     | Soumission                           | 100% Fight 27                                 | 4 février 2016    | 1     | 1:50  | Paris, France                  | Début en poids welters.   |
| Victoire | 2-0    | Dominic Yeo       | TKO (coups de poing)                 | WSFC 3: The Third Strike                      | 28 novembre 2015  | 2     | 4:58  | Dornbirn, Autriche             |                           |
| Victoire | 1-0    | Mathias Guerra    | Soumission                           | Lyon Fighting Championship 4                  | 22 novembre 2014  | 1     | 4:12  | Lyon, France                   | Début en poids moyens.    |